# مكتب البريد المركزي بتونس
مكتب البريد المركزي بتونس وقديما يسمى مركز البريد والبرق والهاتف (بالفرنسية: Poste centrale de Tunis)‏، هو مكتب بريد مركزي للبريد التونسي يقع في نهج شارل ديغول وسط تونس العاصمة.

## التاريخ
تم تشيّد هذا المبنى بين 1891 و1892، وأشرف على بنائه المعماري الفرنسي هنري صلاح الدين. تم تصنيف المبنى كمعلم تاريخي محمي في تونس في 19 أكتوبر 1992.

## الهندسة
ينتمي المبنى لعمارة الفنون الجميلة مثل مكتبة سانت جينيفييف للمعماري هنري لابروست، والمبنى الرئيسي للمدرسة الوطنية العليا للفنون الجميلة للمعماري فيليكس دوبون.

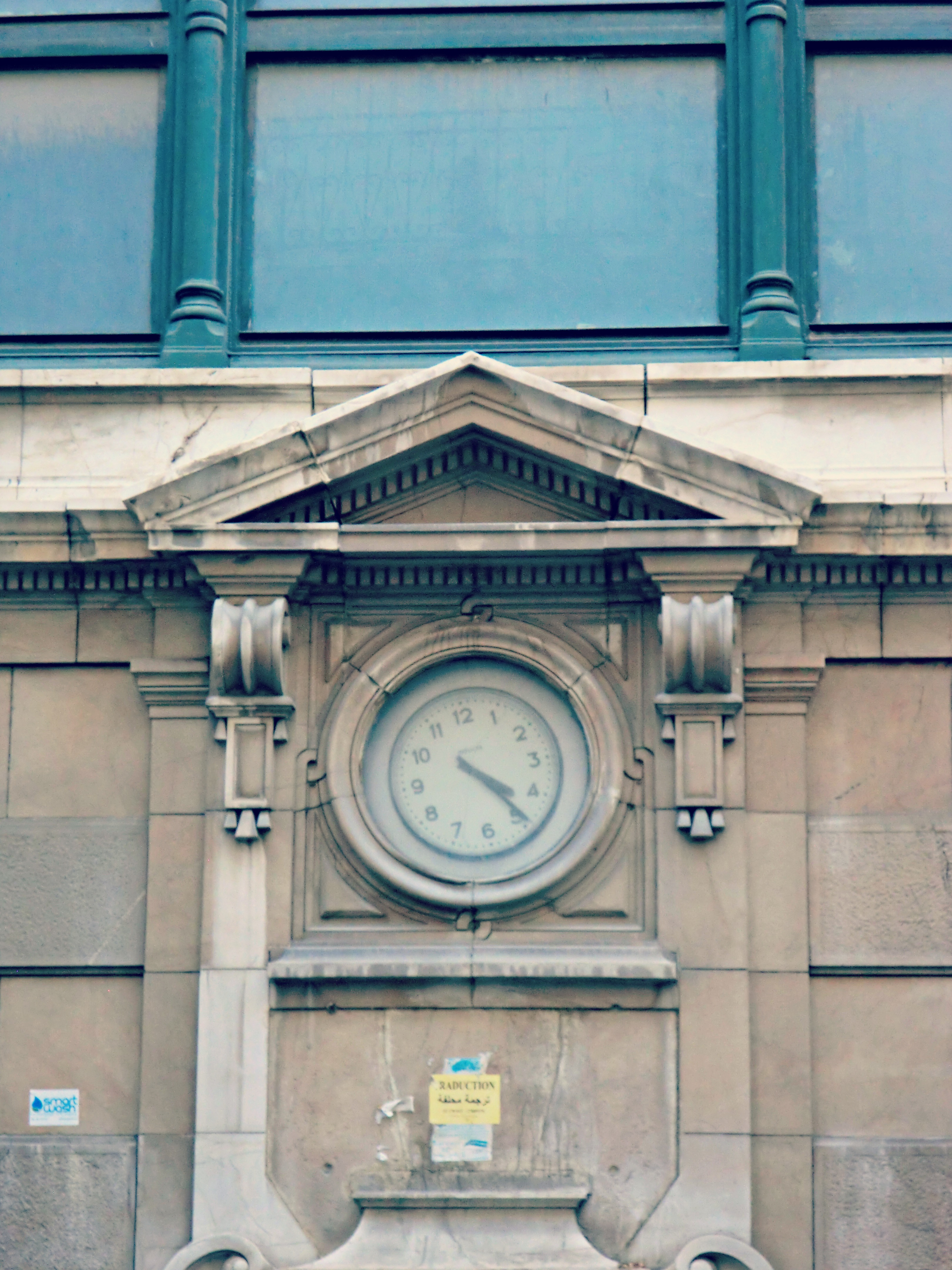
ساعة تقع في الخارج.
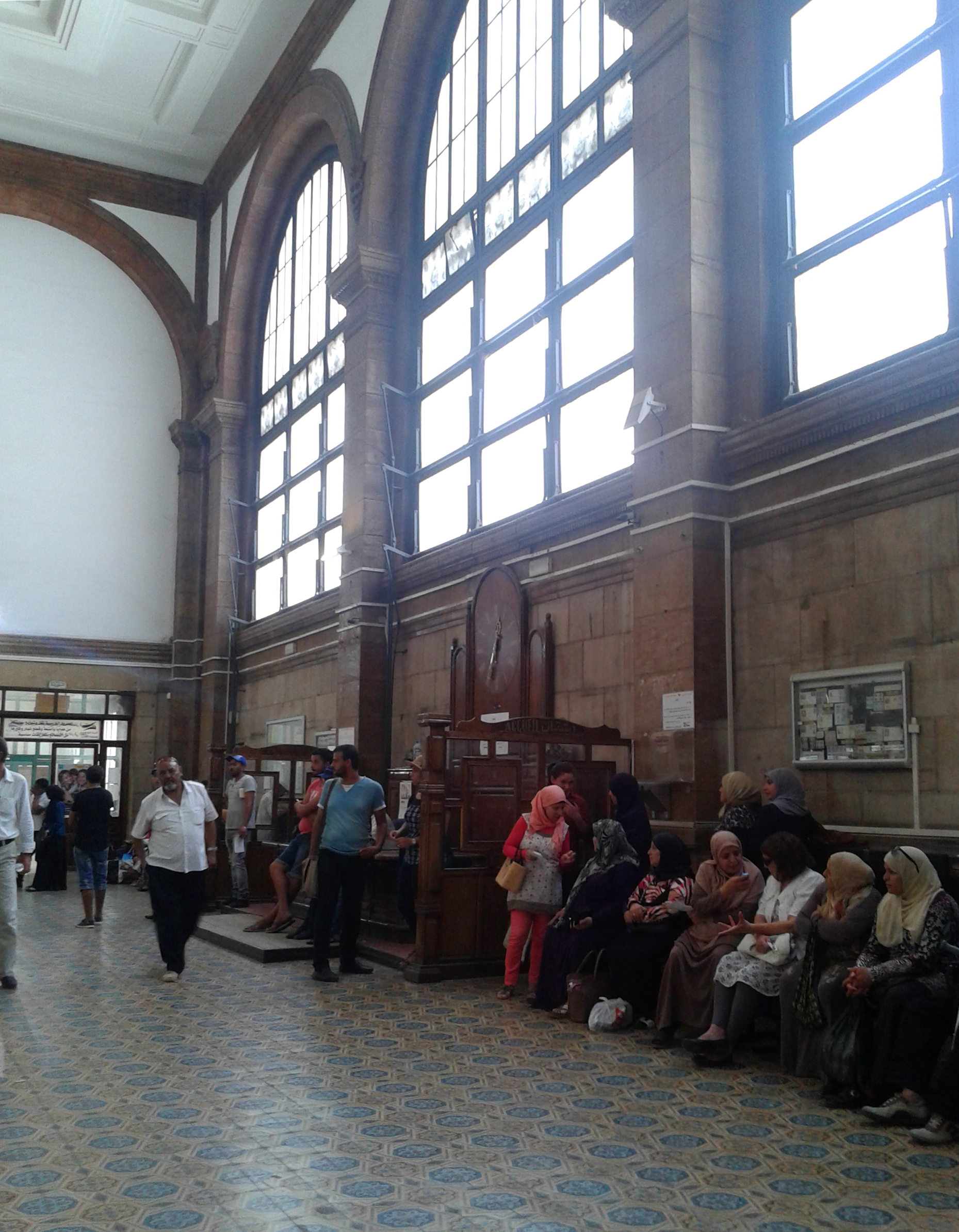
منظر لقاعة الانتظار.
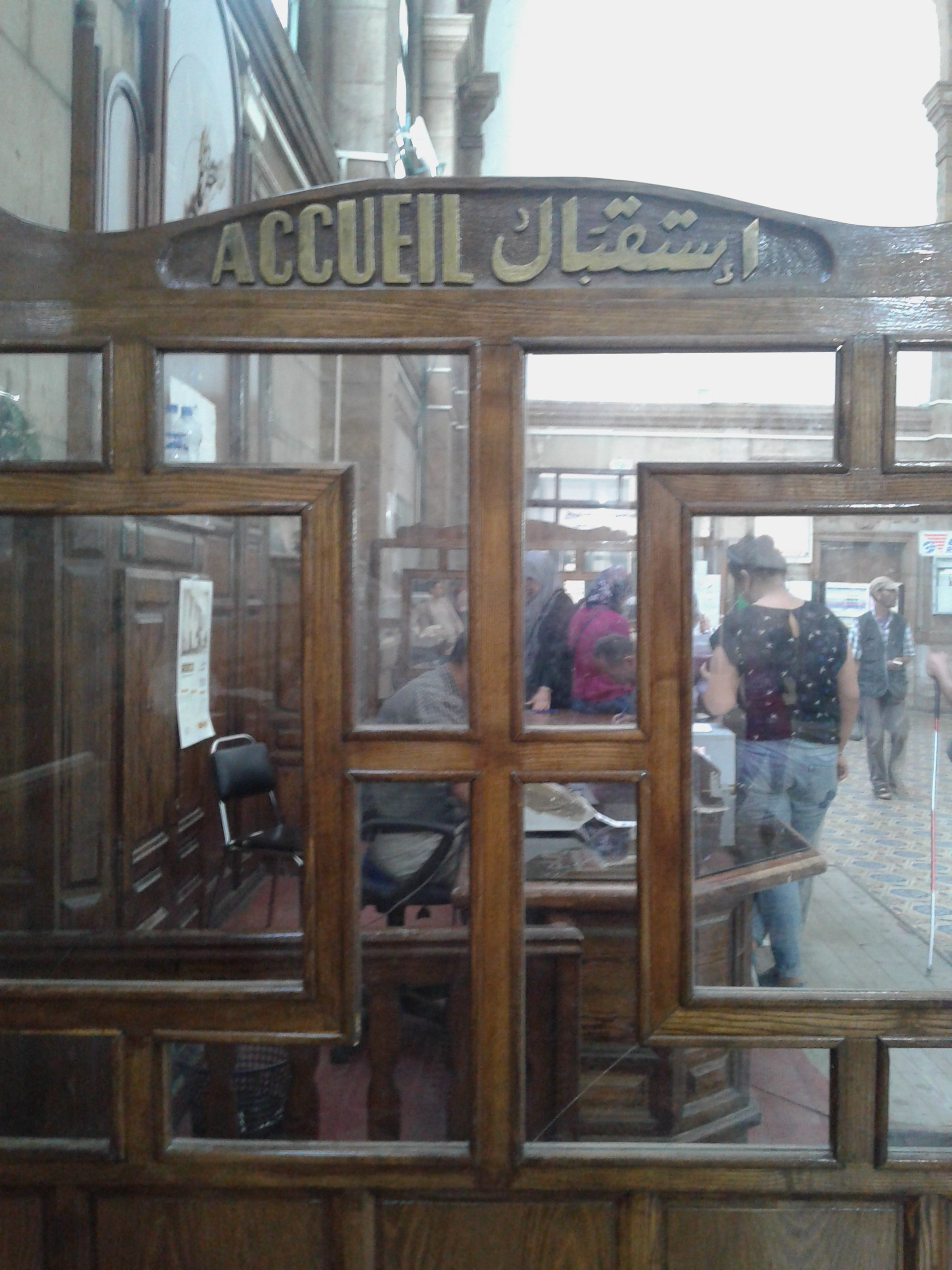
كتابة بالفرنسية والعربية.
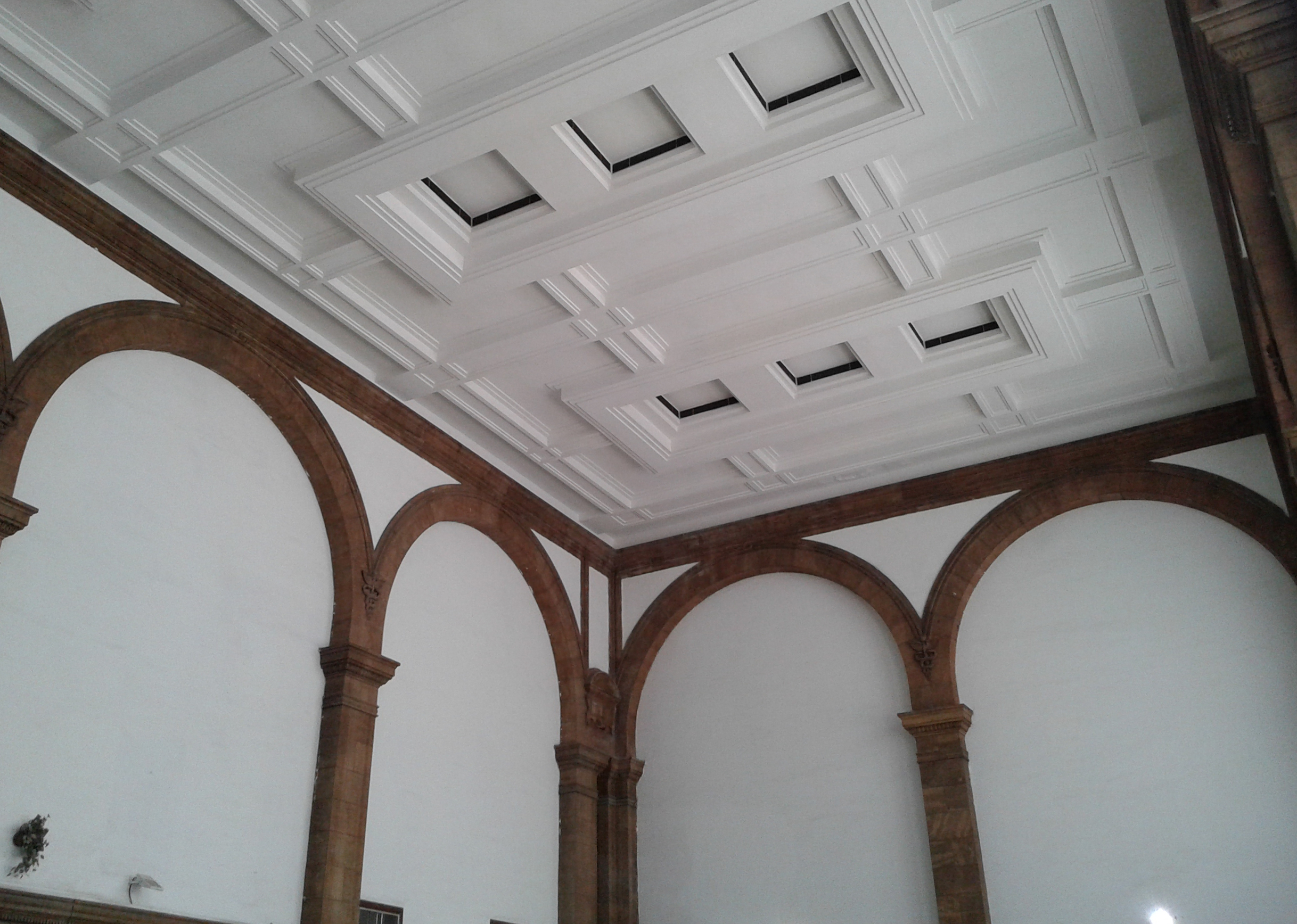
أقواس في غرفة الانتظار.
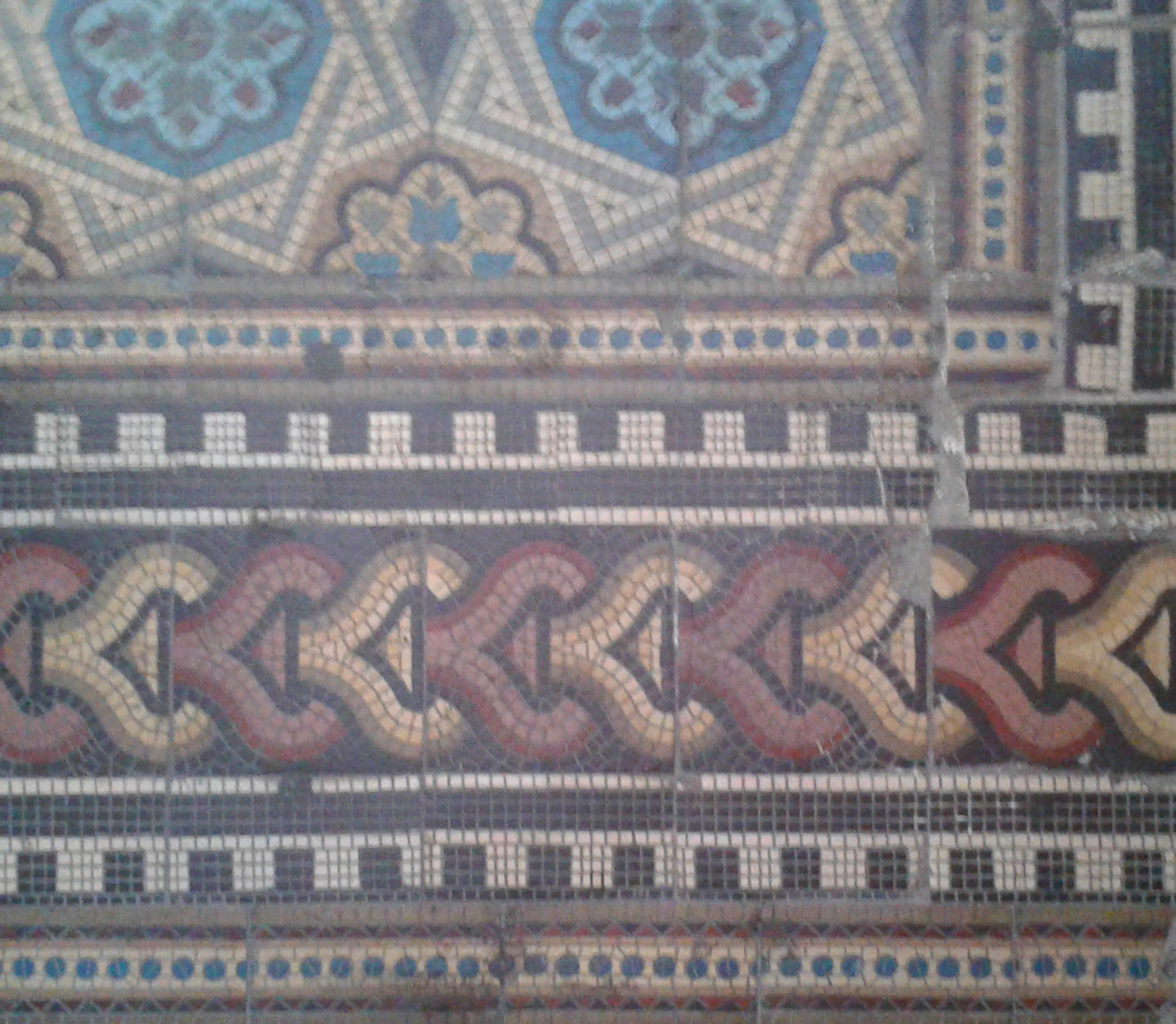
فسيفساء أرضية.
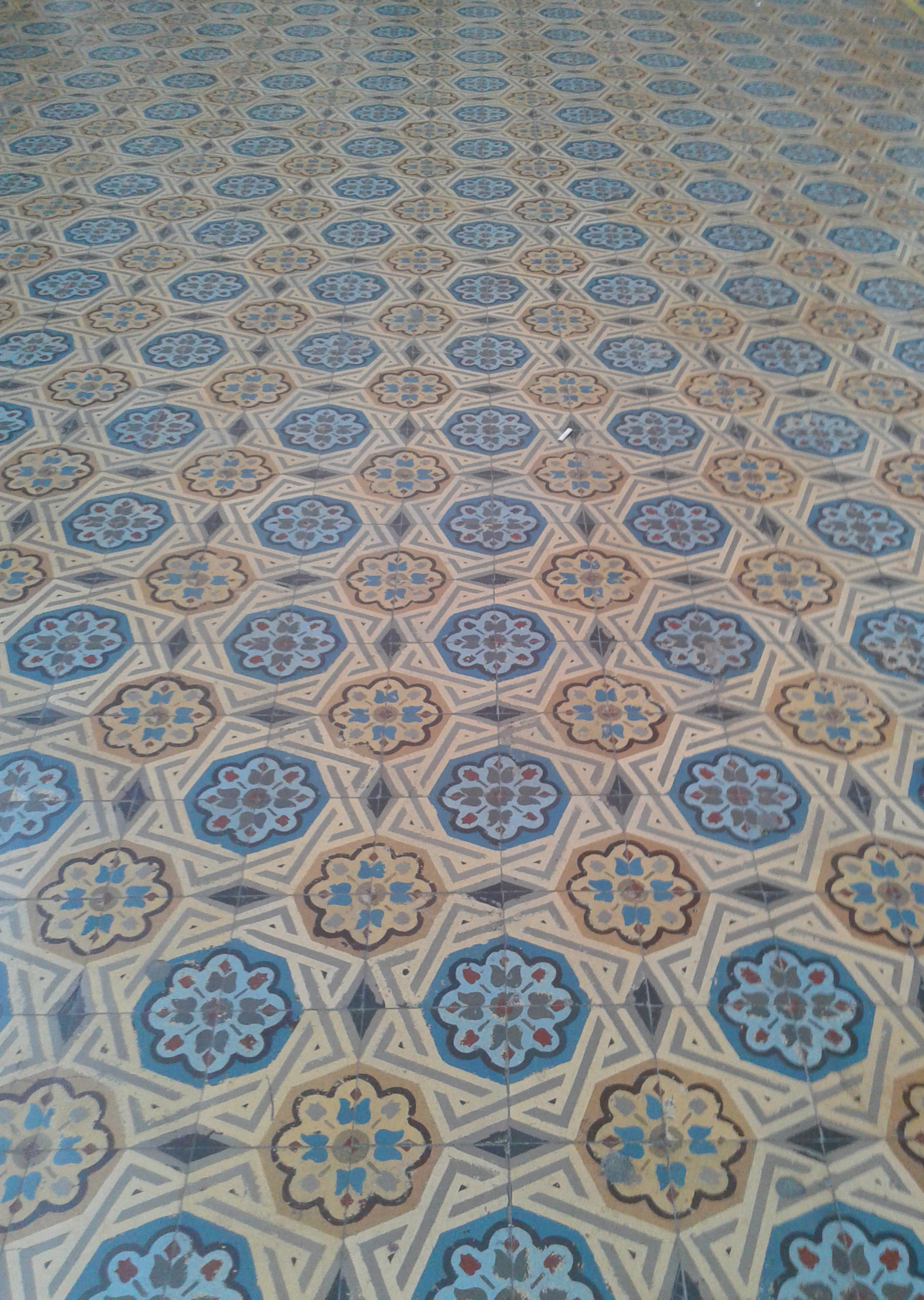
بلاط الأرضية الأسمنتي المزخرف.

## مقالات ذات صلة
- البريد التونسي